# Naïm Khader

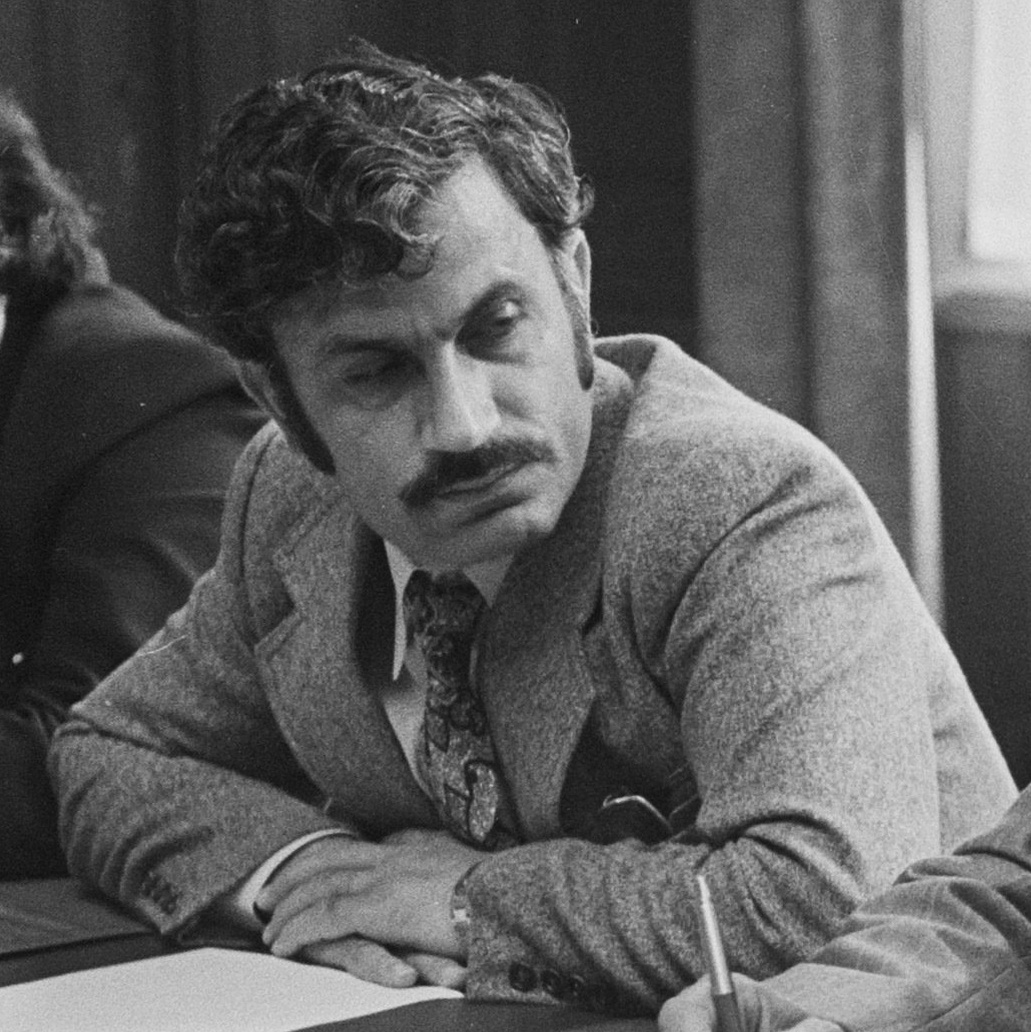
Foto van Naïm Khader in 1977

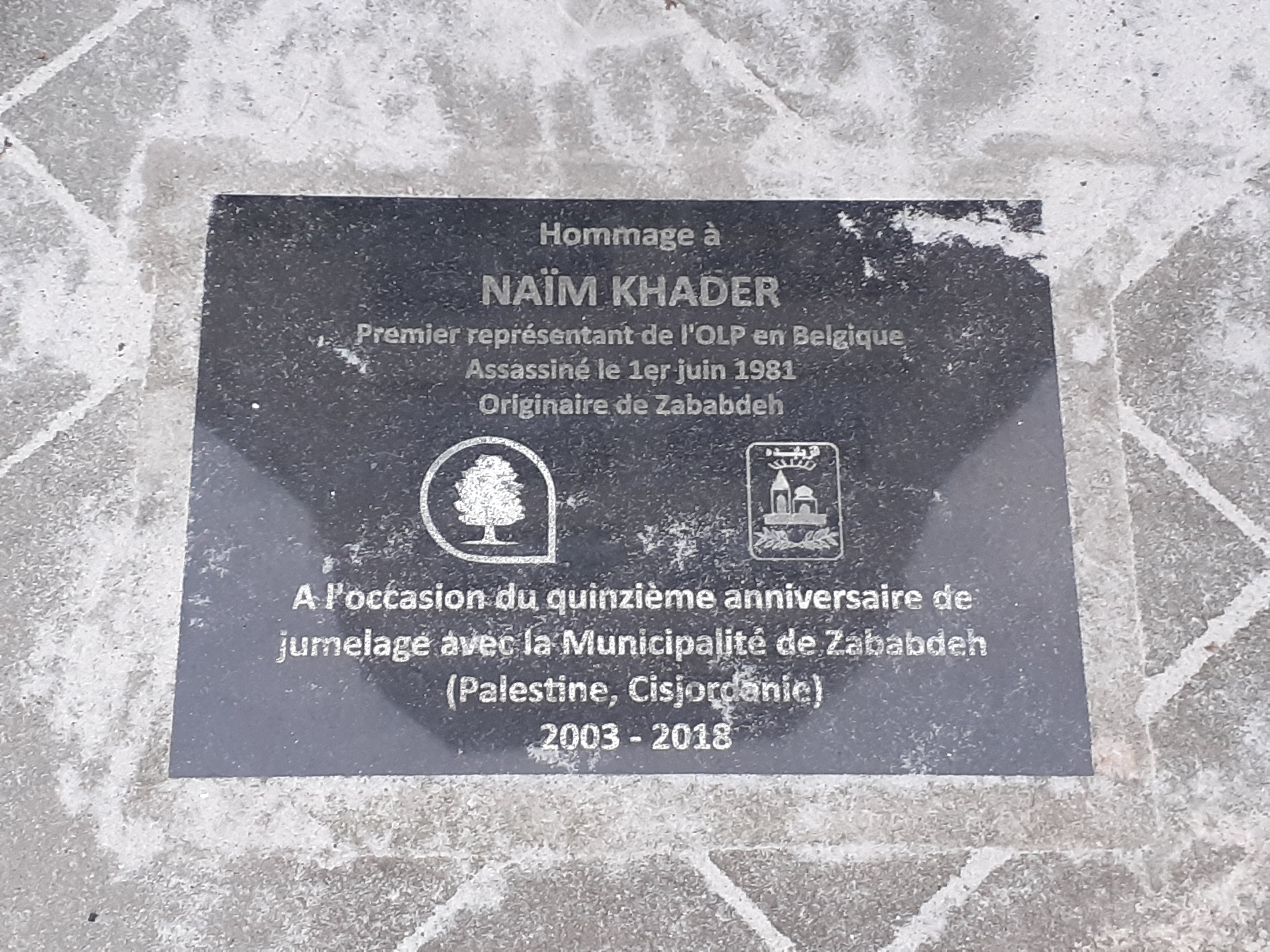
Gedenkplaat in de Brusselse gemeente Elsene (kruispunt Waaglaan-Keverslaan) op de plaats van de moord.

Naïm Khader (Arabisch: نعيم خضر) (Zababdeh, 30 december 1939 – Elsene, 1 juni 1981) was een Palestijns intellectueel en diplomaat. Hij was de eerste vertegenwoordiger van de PLO bij de Belgische en Europese autoriteiten, en werd vermoord in zijn standplaats Brussel.

## Leven
Als christelijke Palestijn arriveerde Khader in 1966 in België om rechten te studeren in Leuven. Hij behaalde een doctoraat en specialiseerde zich vervolgens in het internationaal recht. Na de bezetting van de Westelijke Jordaanoever door Israël in 1968, trad hij toe tot Fatah en werd hij al snel de officieuze vertegenwoordiger van de Palestijnse Bevrijdingsorganisatie (PLO). Deze functie werd in 1976 officieel door België erkend.
Khader nam deel aan tal van diplomatieke missies in het kader van de Euro-Arabische dialoog, bij de Verenigde Naties, bij niet-gebonden landen en vooral bij de Europese Commissie en het Europees Parlement, waar hij veel contacten maakte.
Hij streefde naar de oprichting van een seculiere en democratische Palestijnse staat die vreedzaam zou samenleven met Israël, en pleitte voor vrede en dialoog. Hij sloot vriendschappen met leden van de joodse gemeenschap in België en was een van de architecten van de erkenning van de Palestijnse kwestie in Europa. In 1976 nam hij met onder meer Marcel Liebman en Pierre Galand deel aan de oprichting van de Belgisch-Palestijnse Vereniging .
Op 1 juni 1981 werd Khader vermoord op straat voor zijn huis in Elsene. Het gerechtelijk onderzoek heeft het nooit mogelijk gemaakt om de schutter of de opdrachtgevers van de aanslag te identificeren. Er zijn beschuldigingen geuit tegen de Israëlische geheime dienst en tegen extremistische Palestijnse groeperingen. Eerwaarde Émile Shoufani beweerde, in zijn receptietoespraak als doctor honoris causa aan de UCL, dat Khader "laf was vermoord door zijn eigen volk". Het strafrechtelijk onderzoek tegen een vermoedelijke moordenaar werd in maart 1999 afgesloten met een ontslag van rechtsvervolging.

## Eerbetoon
Na zijn dood werd de Fondation Naïm Khader opgericht, die enkele jaren later samenging tot de Belgisch-Palestijnse Vereniging / Naïm Khader.
Verschillende hommages zijn in België georganiseerd ter gelegenheid van de 20e en 25e verjaardagen van zijn moord, in 2001 en 2006. In 2003 verbroederde de gemeente Elsene zich met de gemeente Zababdeh, de geboorteplaats van Naïm Khader.

## Publicaties
- Textes de la révolution palestinienne 1968-1974 (met Bichara Khader), 1975
- Le sens d'une vie, 1981

## Film
- La route de El-Naim (Michel Khleifi, 1981)